# Чичкан Олександра Іллівна
Олександра Іллівна Чичкан — українська художниця, винахідниця техніки «Реалістичний колаж».
Використовує в роботі вирізки з журналів, газет та інших друкованих матеріалів. Одна робота може містити десятки тисяч фрагментів. Останнім часом працює з залишками тканин (recycling), даючи їм нове життя.
Художниця часто звертається до тем масової культури, соціальної сатири, споживання, екології та гендерних питань.
Роботи художниці знаходяться в багатьох приватних колекціях.

## Життєпис
Народилась у 1988 році в Києві в сім'ї митців. З юного віку захоплювалася мистецтвом.
З 2005 по 2009 роки навчалася за спеціальністю «Кераміка» у Київському Національному Коледжі.
2011 року виграла національний конкурс міської скульптури «Образ майбутнього».
Живе і працює в Києві.

## Виставки

### Персональні виставки
- 2009 — «Footpassenger», галерея Lab Garage (Київ)
- 2009 — «Ch&P junior», Хаятт Рідженсі (Київ)
- 2009 — «Макулатура», Pop-up Art (Київ)
- 2016 — «Змова з ножиць», Bereznitsky Aesthetics (Київ)

### Вибрані групові виставки
- 2008 — «Династія», KyivFineArt Gallery (Київ)
- 2009 — «RESTART», Marine Art Terminal (Київ)
- 2009 — «SHOULD THE WORLD BREAK IN», Bereznitsky Gallery (Київ)
- 2010 — «2000», Галерея М17 (Київ)
- 2010 — «ART-KYIV Contemporary 2010», Мистецький Арсенал (Київ)
- 2011 — «Мобілізація», RA Gallery (Київ)
- 2011 — «Картина померла?», M17 | ЛАБОРАТОРІЯ (Київ)
- 2013 — «In», Галерея М17 (Київ)
- 2016 — «Шоколадні сезони», Арт-центр «Шоколадний дім» (Київ)
- 2017 — «Психодарвінізм: еволюція божевільних», Ілля Чичкан та Саша Чічкан, Карась Галерея (Київ)
- 2017 — «Психодарвінізм. Назад до витоків», Ілля та Саша Чічкани (Київ)
- 2017 — «Психодарвінізм. Скарбниця», Ілля та Саша Чічкани (Київ)
- 2021 — «Мистецтво не вічне», RA Gallery (Київ)
- 2022 — «Heartbeats», Goldens Gallery (Київ)
- 2023 — «Український колаж»[4], групова виставка, Національний музей «Київська картинна галерея» (Київ)
- 2023 — «Freedom», CUTOUT COLLAGE FESTIVAL KYIV-PARIS, Le Bonheur Est Dans L'Instant (Париж, Франція) та ЦКМ М17 (Київ)
- 2024 — «FACETS», групова виставка колажів, Freiluft Kunst Klub Berlin (Берлін, Німеччина)